# Векаря (Арджеш)
Векаря (рум. Văcarea) — село у повіті Арджеш в Румунії. Входить до складу комуни Міхеєшть.
Село розташоване на відстані 111 км на північний захід від Бухареста, 31 км на північний схід від Пітешть, 131 км на північний схід від Крайови, 74 км на південний захід від Брашова.

## Населення
За даними перепису населення 2002 року у селі проживали 647 осіб, усі — румуни. Усі жителі села рідною мовою назвали румунську.